# Saint-Jean-d’Angle
Saint-Jean-d’Angle – miejscowość i gmina we Francji, w regionie Nowa Akwitania, w departamencie Charente-Maritime.
Według danych na rok 1990 gminę zamieszkiwało 486 osób, a gęstość zaludnienia wynosiła 22 osób/km² (wśród 1467 gmin regionu Poitou-Charentes Saint-Jean-d’Angle plasuje się na 563. miejscu pod względem liczby ludności, natomiast pod względem powierzchni na miejscu 328.).